# Jean-Pierre Lecaudey

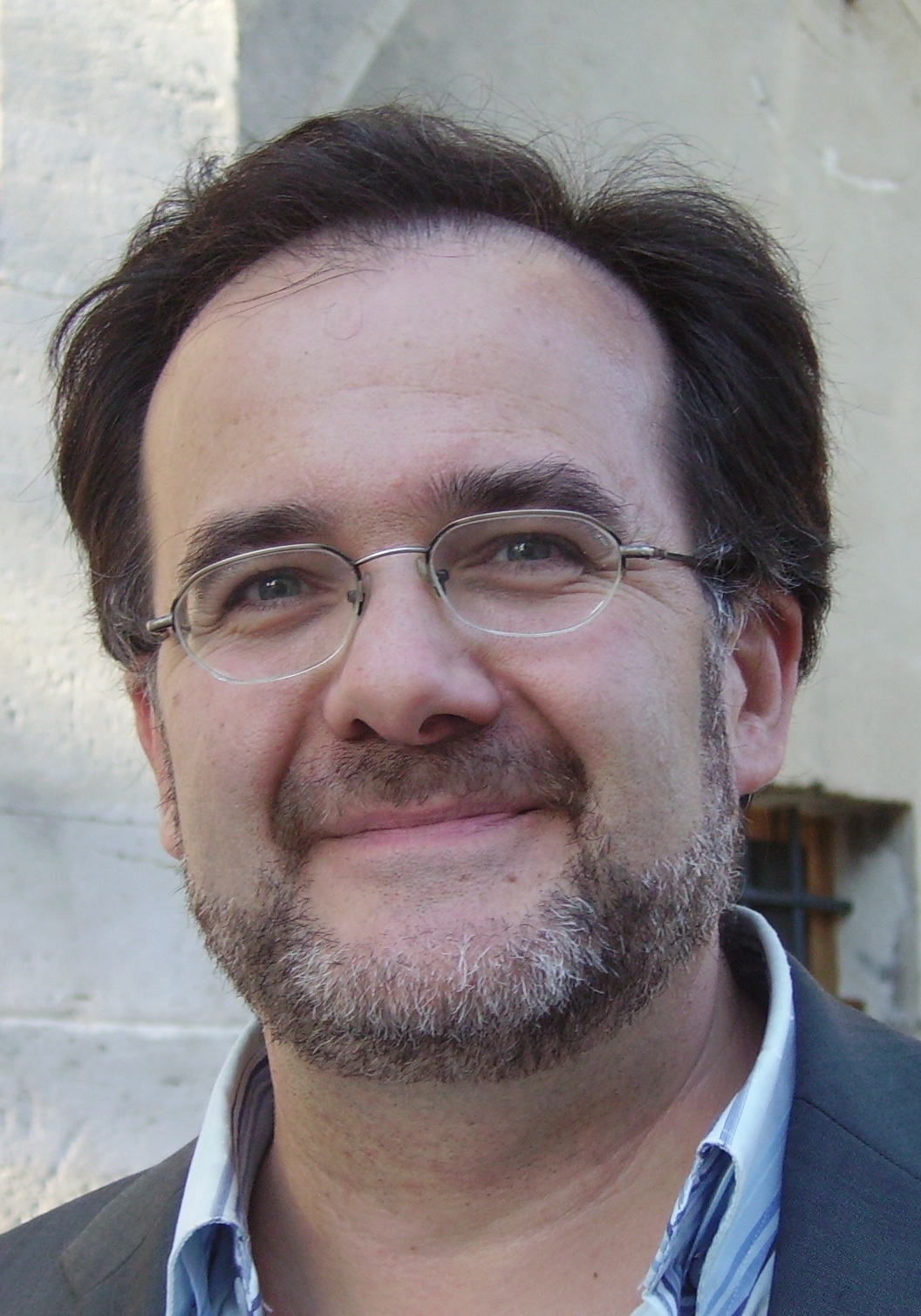
Jean-Pierre Lecaudey, Saint-Rémy-de-Provence, 8 september 2007

Jean-Pierre Lecaudey (Saint-Brieuc, 21 november 1962) is een Frans organist en pianist.
Jean-Pierre Lecaudey is sinds 1985 de vaste organist van de Collégiale Saint-Martin in Saint-Rémy-de-Provence en sinds 2000 docent orgel aan het conservatorium van Avignon.
- Bibliothèque nationale de France: cb13960071w (data)
- CiNii: DA12470409
- Gemeinsame Normdatei: 128979216
- International Standard Name Identifier: 0000 0000 3646 5054
- Library of Congress Control Number: n96104326
- MusicBrainz: f0e93f74-c305-4279-9ae1-c33c84dc4d37
- Système universitaire de documentation: 257714510
- Virtual International Authority File: 61738340
- WorldCat: E39PBJd3MqdVQb3bX6XV4KjDMP